# Политика Приднестровской Молдавской Республики

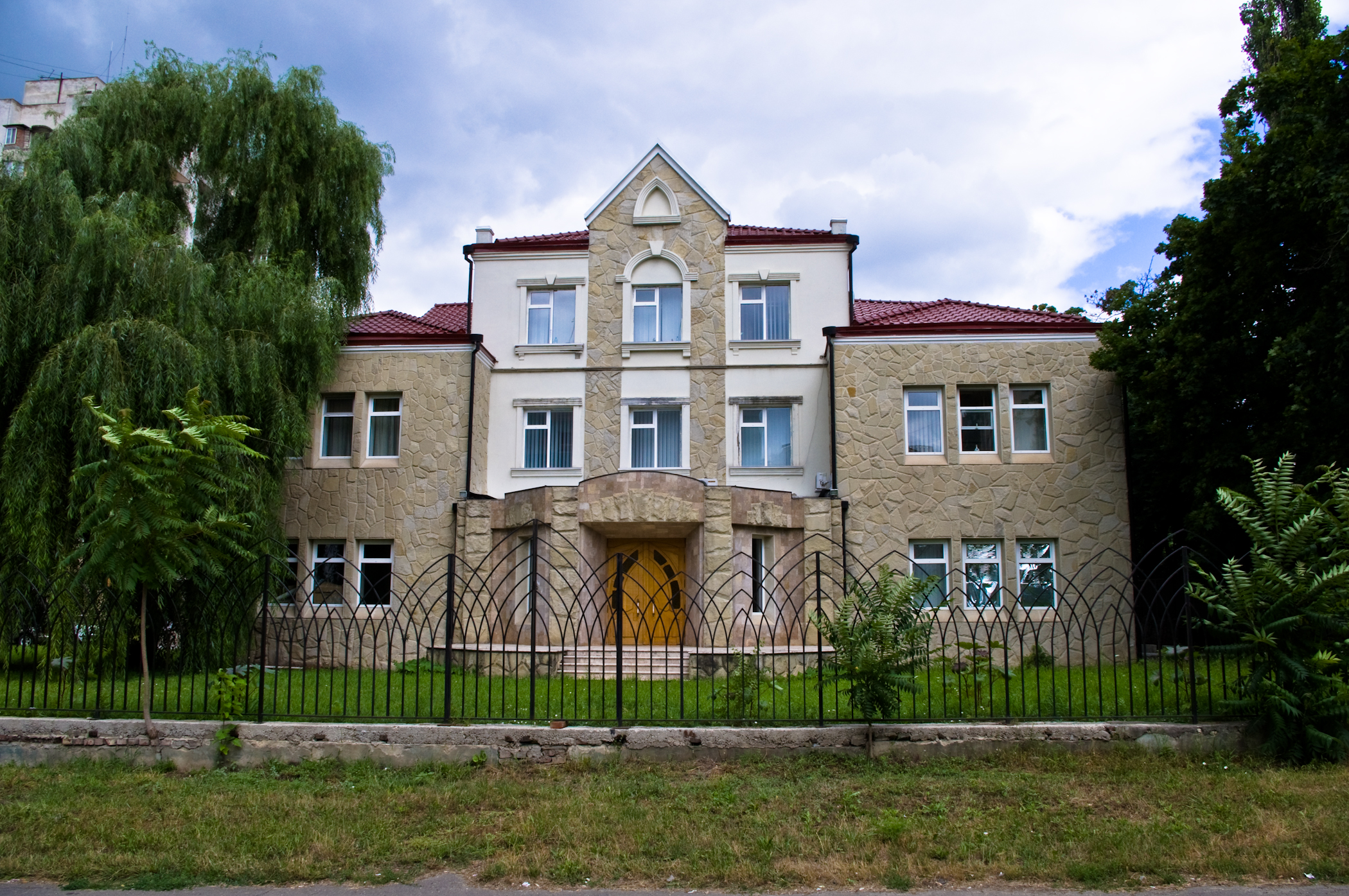
Министерство иностранных дел ПМР

Поли́тика Приднестро́вской Молдавской Респу́блики — политика непризнанного государства Приднестровская Молдавская Республика, расположенного, согласно административно-территориальному делению Молдавии, на территории Молдавии. Форма правления — Президентская республика. Если президент является одновременно главой государства и главой правительства, то решения принимает правительство. Приднестровская Молдавская Республика имеет многопартийную систему и однопалатный парламент, называемый Верховным Советом. Президент избирается всенародным голосованием. Последние парламентские выборы состоялись в декабре 2015 года.

## Выборы в Приднестровье

### Президентские выборы 2006 года
| Кандидат                                                               | Вице-президент. Кандидат | Партия      | Голосов | %      |
| ---------------------------------------------------------------------- | ------------------------ | ----------- | ------- | ------ |
| Игорь Смирнов                                                          | Александр Королёв        | Республика  | 212 384 | 82,4 % |
| Надежда Бондаренко                                                     | Анатолий Бажен           | КПП и ПКП   | 20 902  | 8,1 %  |
| Андрей Сафонов                                                         | Григорий Волов           | Независимые | 10 162  | 3,9 %  |
| Петр Томайлы                                                           | Александр Коршунов       | Обновление  | 5 480   | 2,1 %  |
| Против всех                                                            | -                        | -           | 4 216   | 1,6 %  |
| Признаны недействительными                                             | -                        | -           | 4 638   | 1,9 %  |
| Всего                                                                  |                          |             | 257 782 | 100 %  |
| Источник: Regnum Архивная копия от 13 сентября 2012 на Wayback Machine |                          |             |         |        |

### Парламентские выборы 2005 года
| Партии | Голоса | % | Места |
| --- | ------ | - | ----- |
| Обновление |        | . | 23    |
| Республика |        | . | 13    |
| Союзники «Обновления» |        | . | 6     |
| Независимые |        | . | 1     |
| Всего (явка 56,3 %) |        |   | 43    |
| Источник: BHHRG. «Обновление» было общественной организацией, позднее — в июне 2006 — зарегистрирована в качестве политической партии. |        |   |       |

## Политическая свобода в Приднестровье
Существуют разногласия по поводу демократичности и честности выборов в Приднестровье. Западные организации, такие как ОБСЕ заявили о недемократичности выборов и даже отказались следить за ними.

### 2005—2006 выборы
Команда российских журналистов из Молдовы, которые информировали о событиях в декабре 2006 года сказали: «Интересно, что участники выборов не боятся давления со стороны органов власти». В настоящее время в Приднестровье выросло целое поколение людей, которые считают Кишинёв чем-то отрицательным.
В ноябре 2006 года в молдавской прессе сообщалось, что райком Рыбницы отнял офисы у Коммунистической Партии Приднестровья по приказу правительства Приднестровья.. Коммунистическая партия Молдовы осудила этот указ и утверждает, это было сделано по ложной причине.

### 2000—2001 выборы
Некоторые партии в Приднестровье были запрещёнными. Народная партия во главе с членом Верховного Совета Александром Радченко была запрещена в мае 2001 года. После апелляции запрет был снят, но вновь введён в декабре 2001 года. Затем опять снят и вновь введён в августе 2002 года. В декабре 2002 года Верховный Суд подтвердил решение.
Партия «Власть народа» во главе с Николаем Бутчатским запрещена в феврале 2002 года.
14 ноября 2001 года приднестровская таможенная служба запретила распространение газеты «Глас Народа» поскольку в ней находится предвыборная программа Александра Радченко. На пресс-конференции Радченко заявил, что тираж газеты был опубликован за пределами Приднестровья потому, что все типографии отказались от его печати после обсуждения с представителями Министерства государственной безопасности ПМР.

## Сравнение политического устройства Молдовы и Приднестровья
Хоть Приднестровье имеет централизованную политическую систему во главе с президентом, являющимся также главой правительства и имеющим право назначать глав районных администраций, в Молдавии Премьер-министр, избираемый парламентом, является главой правительства и главой районных администраций, которые устанавливаются в результате местных выборов.

## Участие приднестровцев в молдавских выборах
Правомерность участия граждан Приднестровской республики в молдавских выборах оспаривается. По словам молдавского правительства, 400 тысяч жителей приднестровской республики имеют молдавское гражданство. Но в 2004 году перепись устанавливает официальное число приднестровцев с молдавским гражданством — 107600 человек (19, 4 % от всех опрошенных).
Приднестровье не позволяет проводить молдавские предвыборные кампании на своей территории, как и Молдова в отношении приднестровских выборов.
Избирательные участки были созданы только в тех регионах Приднестровья, которые находятся под контролем Молдовы.
В 2005 году на молдавских парламентских выборах были организованы девять специальных избирательных участков вблизи Днестра для «гостей-избирателей» из Приднестровья, желающих принять участие в молдавских выборах. Около 8000 граждан проголосовали.
Результаты:
| Партия                             | % в Приднестровье | % в Молдове |
| ---------------------------------- | ----------------- | ----------- |
| Коммунистическая партия Молдовы    | 30 %              | 46 %        |
| блок Демократическая Молдова       | 50 %              | 28, 5 %     |
| Христианско-демократическая партия | 8 %               | 9, 1 %      |
| Партия «блок Родина»               | 6 %               | 6 %         |

Из-за большой явки приднестровских избирателей образовались очереди и некоторые не смогли проголосовать. Как утверждает Коалиция за свободные и демократические выборы, многие приднестровские избиратели не были проинформированы должным образом о месте голосования, а некоторым владельцам советских паспортов, в которых не указано «гражданин Молдовы», не было разрешено проголосовать.